# Disque galactique

Carte stellaire de l'environnement proche du Soleil dans notre Voie Lactée, comprenant les 2000 étoiles les plus brillantes situées à moins de 500 parsecs, d'après les relevés du satellite Hipparcos. Le centre galactique serait situé 8000 parsecs vers la droite. Le Soleil est figuré en bleu au centre. Le disque galactique est mis en évidence par la densité d'étoiles brillantes au centre de l'image en vue de côté.

Un disque est une région des galaxies à disque, telles que les galaxies spirales ou les galaxies lenticulaires.
Le disque galactique est le plan dans lequel se trouvent les bras spiraux et le disque des galaxies à disque. Les galaxies à disque ont tendance à contenir plus de gaz et de poussières et à avoir des étoiles plus jeunes que les bulbes galactiques ou que les halos galactiques. La vitesse orbitale des étoiles du disque de la plupart des galaxies à disque n'est pas cohérente avec la masse calculée pour la galaxie à partir de l'addition de la masse des objets visibles (étoiles, gaz, poussière interstellaire). Cette différence est ce qui a conduit à postuler l'existence de matière noire (Dark matter) dans l'univers.